# Carol Albuquerque
Carolina Demartini Albuquerque (Porto Alegre, 25 de julho de 1977) é uma voleibolista indoor brasileira, atuante na posição de levantadora. Nas categorias de base da Seleção Brasileira, conquistou a medalha de ouro no Campeonato Sul-Americano Infanto-Juvenil de 1994, no Peru. No mesmo ano obteve o título do Campeonato Sul-Americano Juvenil na Colômbia e foi medalhista de prata no Campeonato Mundial Juvenil de 1995, na Tailândia.
Entre os mais expressivos títulos e resultados obtidos pela Seleção Principal, sagrou-se medalhista de ouro no Campeonato Sul-Americano de 2005, nos Jogos Pan-Americanos de 1999 e tricampeã do Grand Prix nos anos de 2005, 2006 e 2008. Também obteve a prata no Campeonato Mundial de 2006 e nos Jogos Pan-Americanos de 2007, no Rio de Janeiro, além de ser medalhista de ouro nos Jogos Olímpicos de 2008, em Pequim. Em clubes possui o tricampeonato sul-americano de clubes nos anos de 2009, 2010 e 2014, uma medalha de prata e outra de bronze em edições do Campeonato Mundial de Clubes nos anos de 2010 e 2014, respectivamente. Ainda conquistou o tricampeonato da Salonpas Cup, bem como foi ouro, bronze e prata no Torneio Internacional Top Volley, nas edições dos anos de 2004, 2005 e 2012, devidamente.

## Carreira
Desde a infância Carol praticava desportos em sua cidade natal. Iniciou na natação, mais tarde  para o vôlei, isto aos 9 anos de idade, pro influencia de sua mãe que  também  foi jogadora, mas com frequência fugia da Escolinha de Vôlei para as aulas de basquete, seu esporte preferido nesta fase. Jogou nas categorias de base do Grêmio Náutico União e representou a Seleção Gaúcha no Campeonato Brasileiro de Seleções, conquistando o título da edição na categoria  juvenil em 1992 e na categoria infanto-juvenil no ano seguinte.
Com apenas 16 anos migra para São Paulo visando uma carreira profissional, já que seu Estado não oferecia tal chance; então ingressou nas categorias de base do Pinheiros. Em 1994 foi convocada para as categorias de base da Seleção Brasileira, conquistando o título do Campeonato Sul-Americano Infanto-Juvenil em Trujillo-Peru mesmo ano que foi campeã do Campeonato Sul-Americano Juvenil de Medellín-Colômbia e no ano seguinte disputou o Campeonato Mundial Juvenil em Bangkok-Tailândia, ocasião que conquistou a medalha de prata.
Na temporada 1995-96 estava atuando pelo time adulto do Tensor/Pinheiros, temporada que disputou sua primeira Superliga Brasileira A,  não marcou nenhum ponto encerrou na quinta posição nesta edição. No período seguinte permaneceu no mesmo clube que utilizou a alcunha de Blue Life/Pinheiros na Superliga Brasileira A 1996-97, edição que marcou 17 pontos, destes 10 de ataques, 5 de bloqueios e 2 de saques e encerrou por este clube na sexta posição.
Nas competições de 1997-98 renovou com  mesmo clube, este utilizou nesta jornada a alcunha de Mappin/Pinheiros na correspondente Superliga Brasileira A , edição que registrou um total de 7 pontos, destes 4 foram de ataques, 1 de bloqueio e 2 provenientes de saque e foi semifinalista nesta edição, alcançando a quarta posição nos playoffs. No período seguinte continuou contratada pelo mesmo clube, desta vez voltou a utilizar a alcunha de Blue Life/Pinheiros na Superliga Brasileira A 1998-99contribuindo nesta edição para seu clube com 117 pontos, sendo 86 pontos de ataques, 13 de bloqueios e 18 de saques, e finalizou na sétima posição. Em 1999 foi convocada para Seleção Brasileira pelo técnico  Bernardo Rezende para disputar os Jogos Pan-Americanos de Winnipeg-Canadá  e obteve a medalha de ouro nesta competição, além de disputar sua primeira edição do Grand Prix , cuja fase final deu-se em Yuxi-China, ocasião que foi medalhista de prata.
Nas disputas de 1999-00 permaneceu vinculada ao Blue Life/Pinheiros e conquistou o título do Campeonato Paulista de 1999 e encerrou na quarta posição na correspondente Superliga Brasileira A, edição na qual marcou 73 pontos no total, sendo 49 de ataques, 12 de bloqueios e 12 de saques. Transferiu-se para BCN/Osasco, por este obteve o título da Taça Premium TV Tarobá de 2000, também no mesmo ano foi ouro nos Jogos Abertos de Santos, mesma medalha obtida Jogos Regionais de Santo André, foi semifinalista do Campeonato Paulista deste ano, encerrando com o bronze. E competiu por este clube na Superliga Brasileira A 2000-01, alcançando a quinta posição ao final da edição e registrou no geral 12 pontos, destes 7 foram de ataques, 2 de bloqueios e 3 de saques.
Em mais uma temporada pelo BCN/Osasco conquistou em 2001 o vice-campeonato dos Jogos Regionais de São Vicente, além de obter o título do Campeonato Paulista de 2001, neste mesmo ano ouro nos Jogos Abertos de São José do Rio Preto. Nesse mesmo ano que  sagrou-se campeã da primeira edição do Torneio Internacional Salonpas Cup, realizado Salvador-BA, além de ser eleita a Melhor Levantadora da edição; além disso disputou a Superliga Brasileira A 2001-02 quando obteve o vice-campeonato, contribuindo para equipe com 57 pontos, destes 31 foram de ataques, 16 de bloqueios e 10 provenientes de saques.
Também foi atleta do Macaé/Nuceng, competindo por este no período de 2002-03 alcançando na referente Superliga Brasileira A o quinto lugar e efetuou 24 pontos, 13 foram de ataques, 10 de bloqueios e 1 de saque. Com projeto de ser mãe, Carol ficou inativa na temporada 2003-04, quase deixou as quadras após nasceu seu filho Matheus em abril de 2004, cujo pai é o ex-voleibolista Maurício, com auxílio de nutricionista e musculação logo voltou as quadras estava vinculada ao MRV/Minas reforçando o  Finasa/Osasco em 2004 na conquista do título do Torneio Internacional Top Volley na Baisléa no Campeonato Paulista de 2004 e conquistou seu primeiro título da Superliga Brasileira A 2004-05, quando marcou 27 pontos, 15 de ataques, 4 de bloqueios e 8 de saque.
Em 2005 retornou a Seleção Brasileira desta vez convocada  pelo técnico José Roberto Guimarães para disputar o Torneio Montreux Volley Master na Suíça quando conquistou o título da edição, também conquistou o título do Torneio de Courmayeur neste mesmo ano  e vestiu a camisa#9 da seleção na edição do Grand Prix de 2005 cuja fase final foi em Sendai conquistando a medalha de ouro. Ainda nesse ano e pela seleção principal conquistou os títulos do Campeonato Sul-Americano realizado na capital boliviana e também foi convocada para o Torneio Classificatório para o Campeonato Mundial de 2006 e conquistou título e a qualificação para o referido mundial, além de fazer parte da equipe que conquistou o primeiro título para a modalidade feminina da Copa dos Campeões realizada no Japão, quando vestiu a camisa#2 disputou a Copa dos Campões de 2005 realizada no Japão, conquistando o título inédito para o país e foi a quarta melhor atleta no fundamento do levantamento.
Pela segunda temporada consecutiva defende o Finasa/Osasco nas competições de 2005-06 foi medalhista de bronze no Torneio Top Volley de 2005 na Suíça sagrou-se campeã  invicta do Campeonato Paulista de 2005, além do título do Torneio Internacional Salonpas Cup, a Copa São Paulo e os Jogos Regionais de Praia Grande e foi vice-campeã da Superliga Brasileira A correspondente a temporada supracitada.
Em 2006 voltou a servir a Seleção Brasileira quando conquistou o bicampeonato do Torneio de Courmayeur na conquista do titulo do Torneio Montreux Volley Masters, o bicampeonato consecutivo do Grand Prix cuja fase final foi na cidade italiana de Reggio Calabria e medalha de prata do Campeonato Mundial de 2006 sediado no Japão.
O Cimed/Macaé a contrata para as disputas de 2006-07, por este foi vice-campeã carioca em 2006 e o defendeu na Superliga Brasileira A neste período mencionado sendo semifinalista nesta edição, alcançando o quarto lugar final.
Em 2007 foi convocada para Seleção Brasileira para a edição dos Jogos Pan-Americanos do Rio de Janeiro, ocasião que foi medalhista de prata, também foi convocada para os treinamentos em preparação para a Copa do Mundo do Japão no  mesmo ano, mas não esteve no grupo que disputou tal competição, mas no Grand Prix de 2007 cuja fase final foi em Ningbo-China foi capitã da equipe, mas obteve apenas o quinto lugar, e vestindo a camisa#2 foi a quinta melhor atleta no fundamento do levantamento, mesma posição obtida no fundamento de saque.
Retornou  ao Finasa/Osasco na temporada 2007-08,por este obteve o título do Campeonato Paulista de 2007, novamente ouro nos Jogos Abertos de Praia grande e ouro nos Jogos Regionais do Guarujá, além do vice-campeonato da Copa brasil no mesmo ano e terminou com o vice-campeonato na Superliga Brasileira A 2007-08.
No ano de 2008 serviu a Seleção Brasileira  na edição da Copa Final Four realizada em Fortaleza-Brasil; ainda pela seleção neste mesmo ano conquistou mais uma medalha de ouro no Grand Prix cuja fase final foi em Yokohama-Japão, vestindo a camisa#2, mesmo sendo reserva da Fofão ficou na oitava colocação  entre as melhores levantadoras na fase preliminar e foi a décima melhor atleta no fundamento do levantamento na fase final. Um grande marco de sua carreira profissional foi a conquista da primeira medalha de ouro para o voleibol feminino em edições dos Jogos Olímpicos de Verão de 2008, sediados em Pequim-China.
Renovou com o Finasa/Osasco para as disputas de 2008-09, conquistando em 2008 o título paulista,  também neste ano obteve o ouro na Copa Brasil, mais uma vez ouro nos Jogos Abertos de Piracicaba, e mais uma vez conquista o título do Torneio Internacional  Salonpas Cup e recebeu o prêmio de Melhor Levantadora da edição. Por este clube disputou a Superliga Brasileira A 2008-09 na qual conquistou o vice-campeonato.
Por duas temporadas consecutivas defendeu o Sollys/Osasco na jornada esportiva 2009-10, obteve o ouro nos  Jogos Abertos de São Caetano do Sul e vice-campeã paulista em 2009,  também disputou o  Campeonato Sul-Americano de Clubes também neste mesmo ano, cuja sede deu-se em Lima-Perú, ocasião que foi medalhista de ouro na edição e eleita a Melhor Levantadora. Ainda em 2009 disputou a Copa Banco BMG em Recife-Pernambuco e conquistou o outro do torneio e conquistou o título da Superliga Brasileira A 2009-10.
Pelo Solly/Osasco disputou o Campeonato Sul-Americano de Clubes de 2010, este sediado em Lima-Peru quando conquistou o bicampeonato consecutivo na competição e a qualificação para o Campeonato Mundial de Clubes no mesmo ano e eleita a Melhor Levantadora da edição e disputou a referida edição do Mundial de Clubes realizado em Doha-Qatar. Camisa#2 e capitã da equipe e contribuiu na conquistou a medalha de prata na edição eleita a Melhor Levantadora da competição.
Ainda em 2010 obteve pelo Sollys/Osasco o bronze no Campeonato Paulista de 2010 e foi campeã da Copa São Paulo no mesmo ano. Competiu por esse clube na Superliga Brasileira A 2010-11-campeã da edição, após esta competição foi dispensada ficou sem jogar quase um ano, e em  2012 foi contratada clube espanhol; UCAM Vóley Murcia reforçando seu plantel para disputar os playoffs da Superliga Espanhola A 2011-2012 e terminou na quarta colocação.
Na temporada 2012-13 passou a defender o Sesi-SP sob o comando do técnico  Talmo Oliveira conquistou o título da Copa São Paulo em 2012 e no mesmo ano o bronze no Campeonato Paulista, disputando o primeiro torneio internacional do clube, ou seja, a edição do Top Volley de 2012 na Suíça, ocasião que terminou com a medalha de prata. Carol pelo Sesi-SP encerrou nessa temporada na quarta posição na correspondente Superliga Brasileira A.
Permaneceu no Sesi-SP na  jornada esportiva 2013-14,  obtendo  o ouro na Copa São Paulo de 2013, conquistou o vice-campeonato paulista de 2013, mesma colocação obtida na Copa Brasil de 2014 em Maringá-Paraná qualificando a equipe para o Campeonato Sul-Americano de Clubes de 2014,  disputou tal competição sediada em Osasco-Brasile conquistou a medalha de ouro da edição qualificando sua equipe pela primeira vez ao Campeonato Mundial de Clubes de 2014 sediado na Zurique-Suíça. Pelo também avançou as finais da Superliga Brasileira A 2013-14, encerrando com o vice-campeonato.
Embarcou com a equipe do Sesi/SP para Zurique , sede do Campeonato Mundial de Clubes de 2014 conforme qualificação continental já citada, vestiu  a camisa#12 na conquista da medalha de bronze. Renovou com o Sesi-SP para as competições do período esportivo 2014-15. Na temporada 2015-16 ficou sem clube e dedicou-se a carreira de tenista,participando de torneios oficiais, participou do Jogo de Despedida da ex-levantadora Fofão, época que cogitava uma aposentadoria.

## Clubes
| Clube                      | País    | De   | Até  |
| -------------------------- | ------- | ---- | ---- |
| Grêmio Náutico União       | Brasil  | 1991 | 1993 |
| Blue Life/Pinheiros        | Brasil  | 1994 | 2000 |
| BCN/Osasco                 | Brasil  | 2000 | 2002 |
| Macaé Sports               | Brasil  | 2002 | 2004 |
| Finasa/Osasco              | Brasil  | 2004 | 2006 |
| Cimed/Macaé                | Brasil  | 2006 | 2007 |
| Sollys Nestlé/Osasco       | Brasil  | 2007 | 2011 |
| UCAM Vóley Murcia          | Espanha | 2011 | 2012 |
| SESI São Paulo             | Brasil  | 2012 | 2015 |
| Osasco/Audax               | Brasil  | 2016 | 2019 |
| PAOK Thessaloniki          | Grécia  | 2019 | 2020 |
| Osasco/São Cristóvão Saúde | Brasil  | 2020 | 2021 |

## Títulos e resultados
- Copa Brasil:2008,[54] 2014[81]
- Copa Brasil:2007[48]
- Superliga Brasileira A:2004-05[3][5] 2009-10
- Superliga Brasileira A:2001-02,[5] 2005-06,[5] 2007-08,[5] 2008-09,[59] 2010-11,[72] 2013-14[83] 2016-17
- Superliga Brasileira A:1997-98,[5] 1999-00,[5] 2006-07[5] e 2012-13[78]
- Superliga Espanhola A:2011-12[74]
- Taça Premium  TV Tarobá:2000[6]
- Copa Banco BMG:2009[64]
- Campeonato Paulista:1999, 2001,[13] 2004,[19] 2005,[31] 2007,[45] 2008[53]
- Campeonato Paulista:2009,[61] 2013[80]
- Campeonato Paulista:2000, 2010, 2012[76]
- Jogos Regionais:2000,[9] 2005,[33] 2007[47]
- Jogos Regionais:2001[11]
- Jogos Abertos do Interior:2000,[9] 2001,[13] 2007,[46] 2008,[55] 2009[61]
- Campeonato Carioca:2006[37]
- Copa São Paulo:2005,[33] 2010,[70] 2012,[75] 2013[79]
- Campeonato Brasileiro de Seleções Infanto-Juvenil:1993[4]
- Campeonato Brasileiro de Seleções Juvenil:1992[4]

## Premiações individuais
- Melhor Levantadora  do Campeonato Mundial de Clubes de 2010[69]
- Melhor Levantadora  do Campeonato Sul-Americano de Clubes de 2010[66]
- Melhor Levantadora  do Campeonato Sul-Americano de Clubes de 2009[62]
- Melhor Levantadora  do Salonpas Cup de 2008[57]
- Melhor Levantadora  do Campeonato Sul-Americano de 2005
- Melhor Levantadora  do Salonpas Cup de 2001[14]